# 中庄子
中庄子為台灣日治時期台北市之行政區，是不設町的郊區「大字」，在宮前町、三橋町、大正町之東。約略範圍在今新生北路以東、松江路以西、錦州街以南、吉林路、中原街等，範圍約略為今日中山區中庄、中吉、中原、興亞四里。三橋町設有日人公墓，火葬場則設在中庄子。

## 設施
- 台北市火葬場（現中山老人住宅）